# Cridersville (Ohio)
Cridersville es una villa ubicada en el condado de Auglaize en el estado estadounidense de Ohio. En el Censo de 2010 tenía una población de 1852 habitantes y una densidad poblacional de 797.17 personas por km².

## Geografía
Cridersville se encuentra ubicada en las coordenadas 40°39′5″N 84°8′46″O / 40.65139, -84.14611. Según la Oficina del Censo de los Estados Unidos, Cridersville tiene una superficie total de 2.32 km², de la cual 2.32 km² corresponden a tierra firme y (0 %) 0 km² es agua.

## Demografía
Según el censo de 2010, había 1852 personas residiendo en Cridersville. La densidad de población era de 797.17 hab./km². De los 1852 habitantes, Cridersville estaba compuesto por el 98.27 % blancos, el 0.38% eran afroamericanos, el 0.05 % eran amerindios, el 0 % eran asiáticos, el 0 % eran isleños del Pacífico, el 0.11 % eran de otras razas y el 1.19 % pertenecían a dos o más razas. Del total de la población el 1.62 % eran hispanos o latinos de cualquier raza.